# Герб Доброго (АРК)
Герб Доброго затверджений 22 червня 2005 р. рішенням Добрівської сільської ради.

## Опис герба
У синьому полі срібний перев'яз зліва, на якому три гілочки кизила з трьома червоними ягодами та двома зеленими листочками на кажній; у верхньому полі золоте сонце, у нижньому — дві срібні ламані укорочені нитяні понижені балки, над і під якими по 2 срібні круги.